# Schierenwald
Koordinaten: 54° 1′ 0″ N, 9° 39′ 55″ O

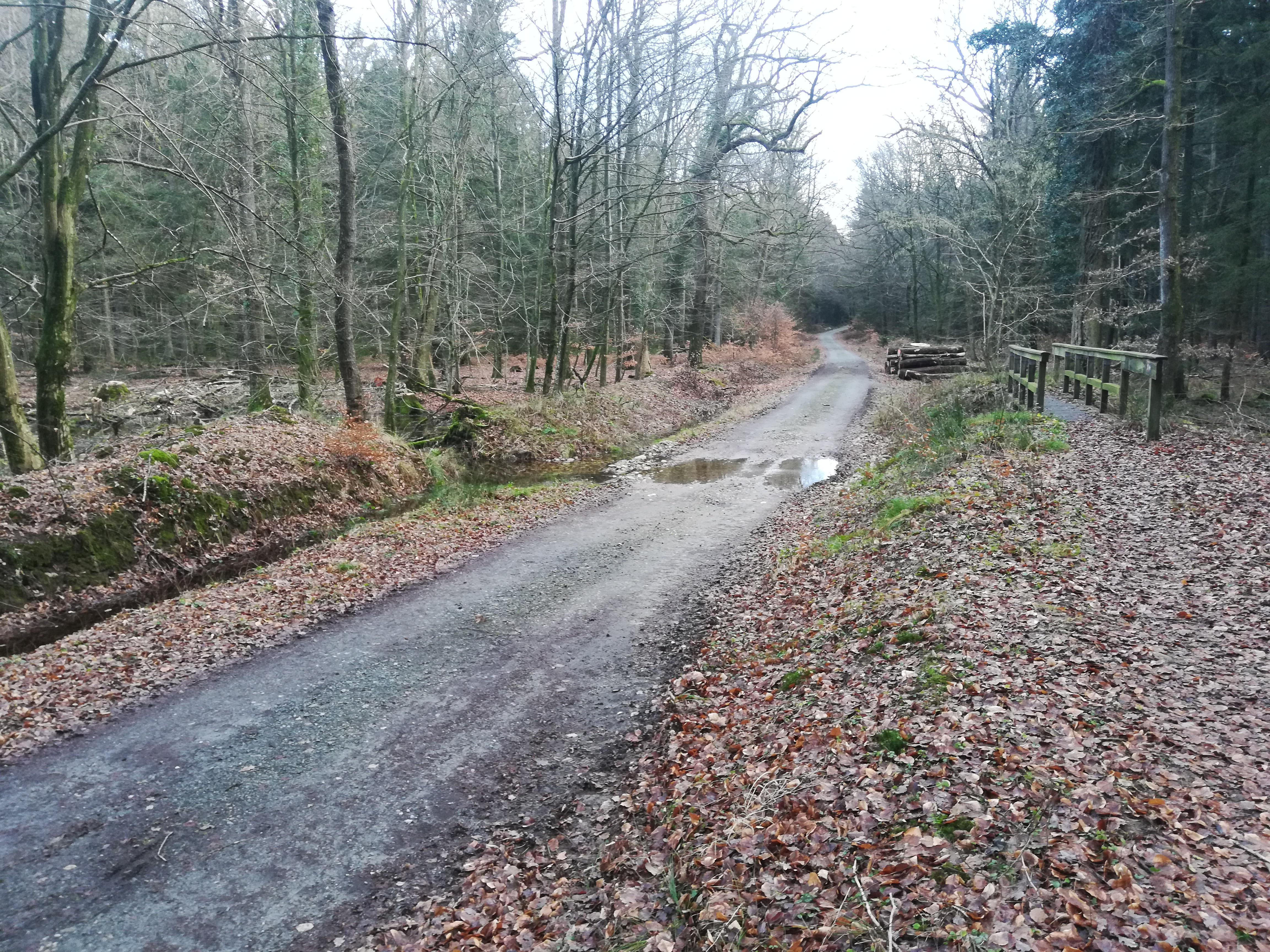
Furt im Schierenwald

Der Schierenwald ist ein 821 ha großer Wald im Kreis Steinburg in Schleswig-Holstein. Ein kleiner Teil von 22,2 ha ist seit 2008 als Naturwaldzelle ausgewiesen und wird seit 1979 nicht mehr bewirtschaftet.

## Beschreibung
Die Waldfläche liegt im nördlichen Bereich der Gemeinde Hohenlockstedt und befindet sich zwischen den Dörfern Lockstedt und Silzen.
In mehreren Gewässern gibt es große Amphibienvorkommen (Erdkröte, Grasfrosch, Teichmolch, Kammmolch). Die Fließgewässer fließen entweder über die Rantzau oder die Mühlenbarbeker Au ab.
Der für Schleswig-Holstein besonders großflächige und kompakte Wald beheimatet neben älteren Eichen- und Rotbuchenbeständen noch überwiegend Nadelwald und über 100-jährige Nadelmischwaldbestände.
Der Wald ist ein Staatsforst im Eigentum des Landes Schleswig-Holstein.